# Elodie Keene
Elodie Keene (født 10. april 1949 i Paso Robles, Californien) er en amerikansk film-og tv-instruktør og producent. Som en tv-instruktør hendes kreditter omfatter ER, NYPD Blue, The Practice, Ally McBeal, Heksene fra Warren Manor, Felicity, The Wire, House M.D., The Closer , Nip/Tuck og andre serier. 
Hun har vundet tre Primetime Emmy Awards; to for bedste dramatiske serie og én for bedste redigering i et enkelt kameraserie. Alle 3 for hendes arbejde med L.A. Law.

## Filmografi

### Instruktør
| År   | Film                              | Rolle                                         | Noter                |
| ---- | --------------------------------- | --------------------------------------------- | -------------------- |
| 1990 | L.A. Law                          | "The Bitch Is Back"                           | Sæson 5, episode 1   |
| 1990 | L.A. Law                          | "Forgive Me Father, for I Have Sued"          | Sæson 4, episode 20  |
| 1991 | L.A. Law                          | "TV or Not TV"                                | Sæson 6, episode 2   |
| 1991 | L.A. Law                          | "There Goes the Judge"                        | Sæson 5, episode 20  |
| 1991 | L.A. Law                          | "He's a Crowd"                                | Sæson 5, episode 12  |
| 1991 | L.A. Law                          | "Splatoon"                                    | Sæson 5, episode 9   |
| 1992 | L.A. Law                          | "Second Time Around"                          | Sæson 7, episode 2   |
| 1992 | L.A. Law                          | "Silence of the Lambskins"                    | Sæson 6, episode 19  |
| 1992 | L.A. Law                          | "From Here to Paternity"                      | Sæson 6, episode 16  |
| 1992 | L.A. Law                          | "Steal It Again, Sam"                         | Sæson 6, episode 13  |
| 1992 | L.A. Law                          | "Back to the Suture"                          | Sæson 6, Episode 10  |
| 1993 | L.A. Law                          | "How Much Is That Bentley in the Window"      | Sæson 8, episode 3   |
| 1993 | L.A. Law                          | "Hackett or Pack It"                          | Sæson 7, episode 22  |
| 1993 | L.A. Law                          | "That's Why the Lady Is a Stamp"              | Sæson 7, episode 17  |
| 1993 | L.A. Law                          | "Spanky and the Art Gang"                     | Sæson 7, episode 10  |
| 1994 | L.A. Law                          | "Tunnel of Love"                              | Sæson 8, episode 19  |
| 1994 | L.A. Law                          | "Whose San Andreas Fault Is It, Anyway?"      | Sæson 8, episode 16  |
| 1994 | L.A. Law                          | "Cold Cuts"                                   | Sæson 8, episode 12  |
| 1994 | NYPD Blue                         | "You Bet Your Life"                           | Sæson 2, episode 8   |
| 1994 | ER                                | "Chicago Heat"                                | Sæson 1, episode 6   |
| 1995 | My So-Called Life                 | "In Dreams Begin Responsibilities"            | Sæson 1, episode 19  |
| 1995 | NYPD Blue                         | "Heavin' Can Wait"                            | Sæson 3, episode 4   |
| 1995 | NYPD Blue                         | "Dirty Socks"                                 | Sæson 2, episode 17  |
| 1995 | ER                                | "The Birthday Party"                          | Sæson 1, episode 17  |
| 1996 | NYPD Blue                         | "A Tushful of Dollars"                        | Sæson 3, episode 13  |
| 1997 | Spy Game                          | "Why Spy?"                                    | Sæson 1, episode 1   |
| 1998 | To Have & to Hold                 | "Tangled Up in You"                           | Sæson 1, episode 3   |
| 1998 | Maximum Bob                       | "Good Dog Karl"                               | Sæson 1, episode 5   |
| 1998 | The Practice                      | "Duty Bound"                                  | Sæson 2, episode 27  |
| 1998 | Ally McBeal                       | "Once in a Lifetime"                          | Sæson 1, episode 15  |
| 1999 | Popular                           | "Fall on Your Knees"                          | Sæson 1, episode 10  |
| 1999 | Heksene fra Warren Manor          | "The Power of Two"                            | Sæson 1, episode 20  |
| 1999 | Felicity                          | "Happy Birthday"                              | Sæson 1, episode 18  |
| 1999 | Ally McBeal                       | "Pyramids on the Nile"                        | Sæson 2, episode 14  |
| 2000 | Law & Order: Special Victims Unit | "Noncompliance"                               | Sæson 2, episode 6   |
| 2000 | Family Law                        | "Love and Money"                              | Sæson 1, episode 22  |
| 2000 | Family Law                        | "Media Relations"                             | Sæson 1, episode 12  |
| 2000 | Felicity                          | "Things Change"                               | Sæson 2, episode 15  |
| 2001 | Scrubs                            | "My Day Off"                                  | Sæson 1, episode 9   |
| 2001 | Boston Public                     | "Chapter Eighteen"                            | Sæson 1, episode 18  |
| 2001 | Judging Amy                       | "Crime & Puzzlement"                          | Sæson 3, episode 11  |
| 2001 | Judging Amy                       | "The Beginning, the End and the Murky Middle" | Sæson 2, episode 13  |
| 2001 | Family Law                        | "Planting Seeds"                              | Sæson 2, episode 24  |
| 2001 | Family Law                        | "Americans"                                   | Season 2, episode 21 |
| 2002 | For the People                    | "Textbook Perfect"                            | Sæson 1, episode 8   |
| 2002 | Once and Again                    | "One Step (Parent) Backward"                  | Sæson 3, episode 15  |
| 2002 | Judging Amy                       | "Cause for Alarm"                             | Sæson 4, episode 5   |
| 2002 | Judging Amy                       | "Nobody Expects the Spanish Inquisition"      | Sæson 3, episode 23  |
| 2003 | Line of Fire                      | "Boom, Swagger, Boom"                         | Sæson 1, episode 5   |
| 2003 | Nip/Tuck                          | "Antonia Ramos"                               | Sæson 1, episode 12  |
| 2003 | Nip/Tuck                          | "Kurt Dempsey"                                | Sæson 1, episode 5   |
| 2003 | The Wire                          | "Hard Cases"                                  | Sæson 2, episode 4   |
| 2003 | The Wire                          | "Hot Shots"                                   | Season 2, episode 3  |
| 2003 | Boston Public                     | "Chapter Seventy-Six"                         | Season 4, episode 10 |
| 2004 | Medical Investigation             | "The Unclean"                                 | Season 1, episode 11 |
| 2004 | North Shore                       | "Leverage"                                    | Sæson 1, episode 13  |
| 2004 | The D.A.                          | "The People vs. Oliver C. Handley"            | Sæson 1, episode 3   |
| 2004 | Joan of Arcadia                   | "Recreation"                                  | Sæson 1, episode 13  |
| 2004 | Nip/Tuck                          | "Trudy Nye"                                   | Sæson 2, episode 14  |
| 2004 | Nip/Tuck                          | "Rose and Raven Rosenberg"                    | Sæson 2, episode 9   |
| 2004 | Nip/Tuck                          | "Manya Mabika                                 | Sæson 2, episode 3   |
| 2005 | The Closer                        | "The Big Picture"                             | Sæson 1, episode 3   |
| 2005 | Medical Investigation             | "Black Book"                                  | Sæson 1, episode 18  |
| 2005 | Nip/Tuck                          | "KiKi"                                        | Season 3, episode 2  |
| 2005 | Nip/Tuck                          | "Momma Boone"                                 | Season 3, episode 1  |
| 2006 | The Closer                        | "To Protect & to Serve"                       | Season 2, episode 5  |
| 2006 | The Closer                        | "Slippin'"                                    | Season 2, episode 3  |
| 2006 | Nip/Tuck                          | "Dawn Budge"                                  | Season 4, episode 5  |
| 2006 | Nip/Tuck                          | "Monica Wilder"                               | Season 4, episode 3  |
| 2007 | The Closer                        | "Culture Shock"                               | Season 3, episode 10 |
| 2007 | The Closer                        | "Dumb Luck"                                   | Season 3, episode 6  |
| 2007 | Nip/Tuck                          | "Duke Collins"                                | Season 5, episode 8  |
| 2008 | The Closer                        | "Live Wire"                                   | Season 4, episode 4  |
| 2008 | Life                              | "The Business of Miracles"                    | Season 2, episode 3  |
| 2009 | Glee                              | "Vitamin D"                                   | Sæson 1, episode 6   |
| 2009 | Glee                              | "Mash-Up"                                     | Sæson 1, episode 8   |
| 2009 | Dollhouse                         | "Haunted"                                     | Sæson 1, episode 10  |
| 2009 | Saving Grace                      | "Do You Believe in Second Chances?"           | Sæson 2, episode 9   |
| 2010 | Glee                              | "Bad Reputation"                              | Sæson 1, episode 17  |

## Eksterne links
- Elodie Keene på Internet Movie Database (engelsk)
- Elodie Keene på Svensk Filmdatabas (svensk)
- Elodie Keene på AlloCiné (fransk)
- Elodie Keene på AllMovie (engelsk)
- Elodie Keene på The Movie Database (engelsk)